# Pierre Desproges
(Pierre Desproges)
Pierre Desproges (Pantin, 9 maggio 1939 – Neuilly-sur-Seine, 18 aprile 1988) è stato un umorista francese, celebre per le sue elaborate, eloquenti, dissacranti a volte, polemiche critiche sul tutto e sul niente, per il caratteristico humor nero.

## Biografia
Nasce nella cittadina di Pantin, nella regione di Parigi, una delle più densamente popolate d'Europa. Ha detto della sua vita che la sua realizzazione ha dovuto attendere i trent'anni: prima del successo, infatti, lavora come venditore di assicurazioni per la vita, sondaggista d'opinioni, opinionista dei cuori soli, fantino e persino manager di una compagnia; ha dunque varie occasioni per misurarsi con la vita degli altri, cogliendone il sottile umorismo che sfiora la tragedia.
Dal 1970 al 1976 lavora per il giornale L'Aurore, poi soppresso nel 1985, dopo quarantuno anni d'intensa attività giornalistica, e inizia ad avere contatti col mondo dello spettacolo: nel 1975, infatti, gli viene offerto di fare il reporter per lo show televisivo satirico Le petit rapporteur; riesce a catturare l'attenzione del pubblico improvvisando interviste anticonvenzionali alle celebrità dell'epoca, come nel caso degli scrittori Jean-Edern Hallier e Françoise Sagan. Appare sulla scena del Teatro Olympia di Parigi in occasione di uno spettacolo di Thierry Le Luron (1952-1986), altro grande umorista dell'epoca.
Il vero trampolino di lancio verso il vero successo nazionale è la serie televisiva La minute nécessaire de Monsieur Cyclopède, che lo vuole onnisciente professore; ad essa lavora con il collega regista Jean-Louis Fournier, il futuro scrittore e vincitore del Prix Femina. Recitando la parte, va ben oltre la Metafisica e il nonsense di Oscar Wilde, modelli dai quali parte, proponendo interpretazioni personali sulla Storia e i suoi protagonisti, come Beethoven stupido e non sordo e Re Luigi XVI ignifugo, cioè incombustibile; propone poi la serie per il Teatro, sempre collaborando con Fournier.
Diventa ancora più famoso grazie alle Chroniques de la haine ordinaire (Cronache di odio ordinario), un programma radio di successo del 1986. Compare anche nello show-commedia Le tribunal des flagrants délires, impersonando un tizio intenzionato a fare un particolare provvedimento contro un altro suo simile. Va in scena ancora a teatro con uno spettacolo intitolato Pierre Desproges se donne en spectacle: è la sua ultima volta sulla cresta del successo.
Nel 1987, gli viene diagnosticato un cancro ai polmoni. L'operazione chirurgica non è risolutiva; tuttavia, i medici, d'accordo con sua moglie Hélène, decidono di nascondergli la verità, affermando di aver rimosso il tumore senza conseguenze. Il 12 settembre 2015, su RTL, Guy Bedos riferisce a Marie Drucker che Pierre Desproges è stato "aiutato a morire" in ospedale. Questa evocazione dell'eutanasia del comico è presente anche nell'autobiografia di Bedos, Je me souveniri de tout. Il suo corpo viene sepolto nel cimitero di Père-Lachaise di Parigi assieme ad altri grandi del calibro di Oscar Wilde, Guillaume Apollinaire, Amedeo Modigliani, Jim Morrison e Paul Éluard.